# Antonín Bradáč
Antonín Bradáč (Praga, 7 agosto 1920 – 5 aprile 1991) è stato un calciatore cecoslovacco, di ruolo attaccante.

## Carriera

### Nazionale
Il 9 maggio 1946 esordisce contro la Jugoslavia (0-2). Gioca altre cinque partite tra il 1947 e il 1948, senza mai andare a segno.

## Palmarès

### Club

#### Competizioni nazionali
- Campionato cecoslovacco: 4

Slavia Praga: 1940-1941, 1941-1942, 1942-1943, 1946-1947